# Zweedse fakkel
Een Zweedse fakkel is een bepaald gedeelte van een boomstam die gelijkmatig en gecontroleerd opbrandt. De lengte varieert van 25 tot 50 cm bij een diameter van 15 tot 25 cm. Doordat de stam verticaal brandt neemt deze vorm weinig ruimte in. De fakkel is een vorm van open vuur en dient om veiligheidsredenen op een stenen ondergrond, in een metalen bak of vuurkorf, of in het zand te worden geplaatst.
De Zweedse fakkel ontstond in de 16e eeuw, toen Zweedse soldaten een eenvoudige manier zochten om vochtig hout te doen branden. Zo hoefden ze geen grote afstanden af te leggen om brandhout te halen. Door het maken van insnedes werd de zuurstoftoevoer van onderaf gereguleerd en brandde het blok gelijkmatig op. 
De fakkelstam is tot ongeveer ¼ deel boven de grond kruislings ingezaagd. Hierin worden droge takjes en papier of een aanmaakblokje geplaatst. De bovenkant van de boomstam is de kant met de langste verticale kerven. Een Zweedse fakkel kan urenlang branden. Bepalend voor de brandduur zijn de houtsoort, de breedte van de inkepingen en de wind. Het branden kan worden versneld door van bovenaf een gat te boren waarin het aanmaakblokje of brandbare materiaal wordt gestopt.